# Drycothaea brasiliensis
Drycothaea brasiliensis là một loài bọ cánh cứng trong họ Cerambycidae.